# Roraima-hegy
A Roraima-hegy (spanyolul: Monte Roraima vagy más nevén Tepuy Roraima, Cerro Roraima; portugálul: Monte Roraima) a Pacaraima-hegység tepuiláncának legmagasabb hegye. A hegy első leírása az angol felfedező Walter Raleigh-től származik 1596-ból. A 31 km² területű táblahegy, melyet minden oldalról 400 méteres sziklafalak határolnak, Venezuela, Brazília és Guyana hármashatárán található.
A Roraima-hegy a Guyanai-felföldön elterülő, 30 000 km² összterületű venezuelai Canaima Nemzeti Park délkeleti részében található, és a felföld legmagasabb pontjának számít. Ezek a táblahegyek a Föld egyik legrégibb geológiai alakulatainak számítanak, korukat kétmilliárd évre becsülik a szakértők, kialakulásukat pedig a prekambrium idejére teszik.
A hegyen található Guyana legmagasabb pontja (2772 m), azonban Venezuelában és Brazíliában találhatóak magasabb hegycsúcsok is. A hegy 2810 méteres legmagasabb csúcsát Maverick Stone-nak nevezik (spanyolul: Carro Maverick), mely teljes egészében a venezuelai részen található. A nevét onnan kapta, hogy a csúcs alakja a Ford autógyár Maverick típusú autójára hasonlított.
Neve a pemon indián törzstől származik, jelentése: A patakok nagy és örökké termékeny anyja.

## Állat- és növényvilága

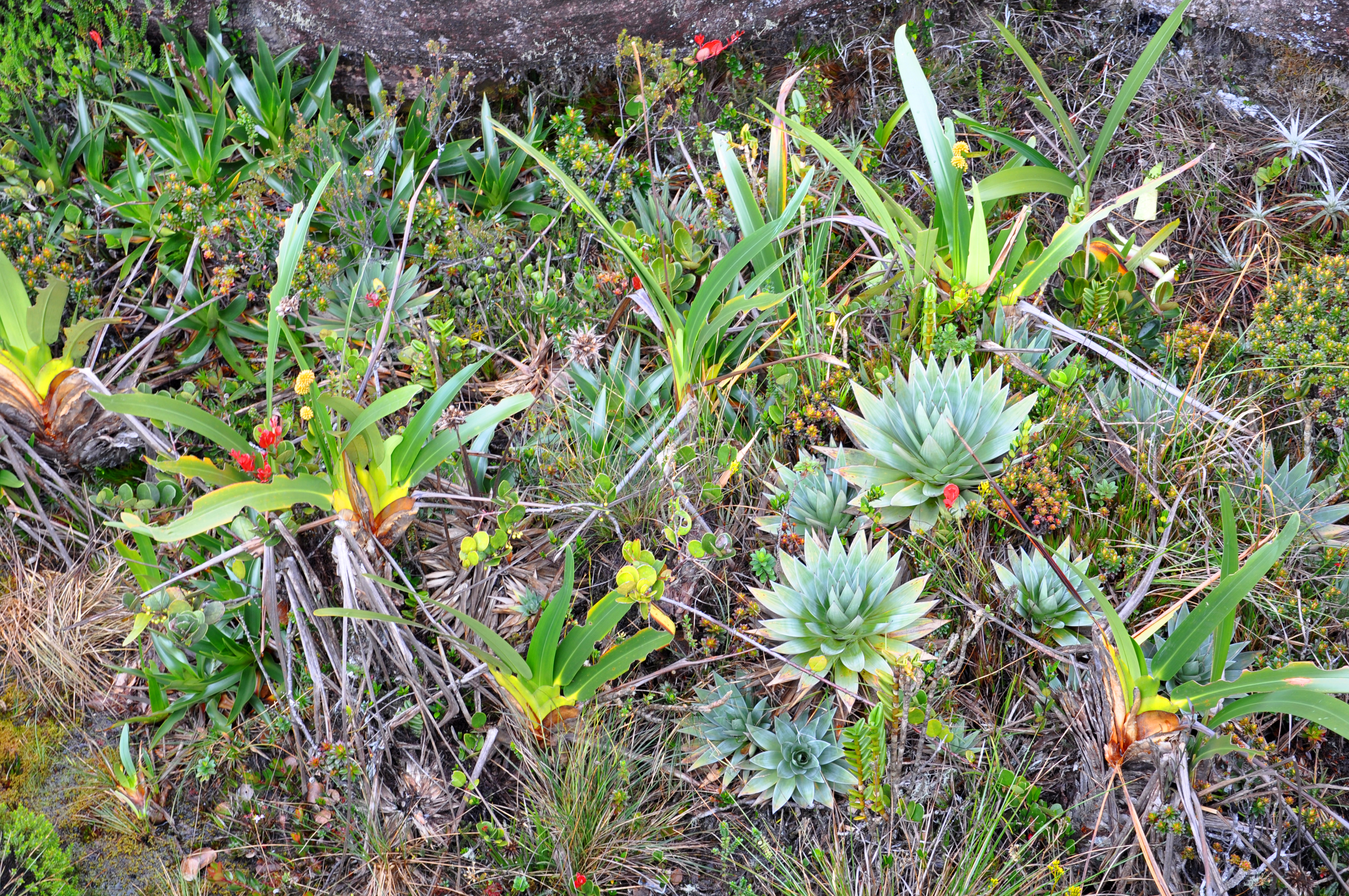
A hegy növényzete

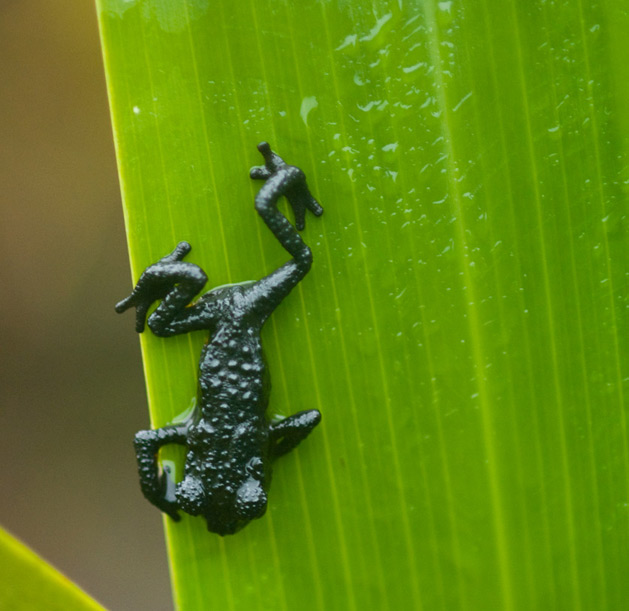
Oreophrynella quelchii

A hegyen található állat- és növényfajok nagy része csak erre a helyre jellemző. Számos örökzöld növény él itt, illetve a meredek falakon és a csúcson olyan növények találhatóak, mint a kürtvirágfélék családjába tartozó húsevő Heliamphora, a harangvirág, vagy a ritka Rapatea. A hegyen az év majdnem minden napján esik az eső. A hegytető nagy részén kopár homokkő, elszórtan pedig bokrok (Bonnetia roraimae) és algák találhatóak. Az alacsony, gyér és tüskés növényzet a homokos, mocsaras részeken is megtalálható, melyek a sziklás csúcsot tarkítják. A talaj tápanyagának nagy részét a hegy pereméről lefolyó zuhatagok mosták el, itt található néhány a világ legmagasabb vízesései közül.
A hegy állatvilága is több tekintetben egyedülállónak számít. A táblahegyet is magába foglaló nemzeti parkban számos emlős él, így itt is megtalálhatóak olyan, az amazóniai esőerdőkre jellemző állatok, mint a háromujjú lajhár, sörényes hangyász, dolmányos hangyász, közönséges tapír, óriástatu, kapibara, pettyes paka, örvös pekari, erdei kutya, arany aguti, ormányos medve, farksodró, amazóniai nyestmedve, nyársasszarvasok, jaguár, jaguarundi, oncilla, puma, hosszúfarkú macska. A főemlősöket a keleti éjimajom, a vörös bőgőmajom, az örvös kabócamajom, a feketefejű uakari, a rőt csuklyásmajom és a fehérarcú sátánmajom képviselik a területen.
Kevésbé elterjedt fajok közé tartoznak a fehérhasú oposszum, a vidraoposszum, az álarcos egéroposszum, közönséges pamparóka és a hosszúfarkú menyét, a rágcsálók közül pedig a Zygodontomys brevicauda, illetve a Podoxymys, a Rhipidomys és a Cavia nem fajai.
A madárvilágot több száz faj képviseli, ezek között túlsúlyban vannak az esőerdőkre jellemző fajok: fehérarcú réce, Aplomodo-sólyom, barnaarcú aratinga, pávakakukk, guatemalai füleskuvik, üregi bagoly, Morgan-verébsármány, hollókeselyű, Aulacorhynchus derbianus és kolibrifélék. Ezek mellett a régióban őshonos és a tepuik vidékére jellemző fajok is élnek a hegyen és környékén: Phelps-sarlósfecske, tepui aranybegy, tepui ökörszem, Crypturellus ptaritepui, Demerara-papagáj, zöld tirika vagy tepui papagáj, roraima lappantyú, Campylopterus hyperythrus, pávakolibri, Heliodoxa xanthogonys, Syndactyla roraimae, Myrmothera simplex, Pipreola whitelyi, fehérfejű pipra és Xenopipo uniformis.
Testméretük és nehézkesebb mozgásuk miatt a hüllők és kétéltűek főleg a hegy lábánál vannak jelen, és itt is számos esőerdei faj található: zöld leguán, tejufélék, andoki lándzsakígyó, Bothrops taeniata, néma csörgőkígyó, korallkígyók, közönséges óriáskígyó. A varangyfélék családjába tartozó Oreophrynella nigra mellett itt megtalálható az Oreophrynella quelchii, egy diurnális varangy, amely a hegy kövein és a cserjésében él, és a sebezhető állatfajok listáján is szerepel. Brazíliában és Venezuelában egyaránt védett állatnak számít.
A barlangi faunát denevérek, zsírfecske, szöcskék, pókok és soklábúak képviselik. A vékony talajréteg ökoszisztémáját a túrázók veszélyeztetik leginkább. Az általuk eldobott szemét beszivárog a talajba, és felborítja annak egyensúlyát, illetve a mikroorganizmusok szaporodására is hatással van.

## Megmászások

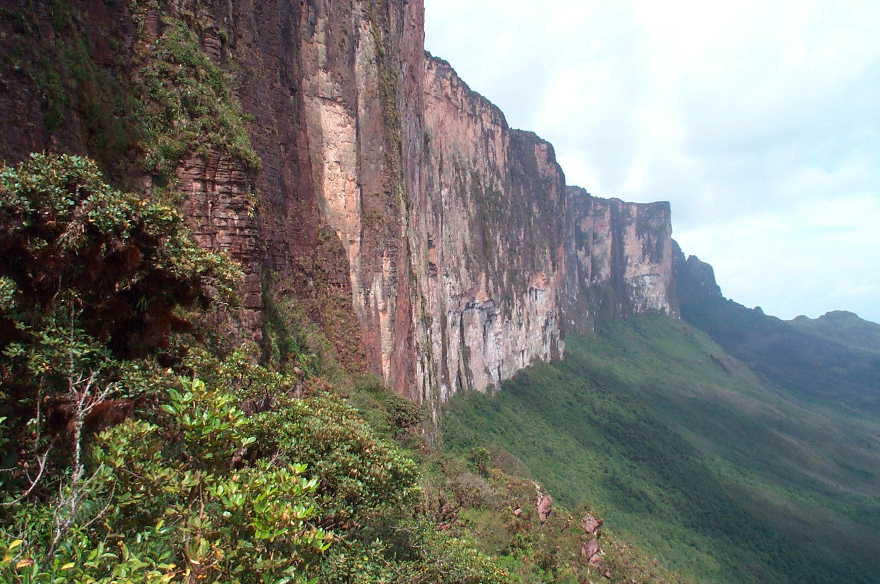
A Roraima vízesésektől áztatott sziklafala

A vízesések miatt nedves sziklafalak nehézzé teszik a hegytető megközelítését, ezért az első megmászásra csak 1884-ben került sor, amikor azon év decemberében a brit biológus, Everard im Thurn egy erdős lejtőn feljutott a táblahegyre. Az ide érkező látogatók ma is ezt az útvonalat használják.
Napjainkban a túrázók többsége a venezuelai oldal felől közelíti meg a hegyet, vezetőik pedig Paraitepui település pemon indiánjai közül kerülnek ki. Bár sűrűn járt és jól jelzett az útvonal, mégis könnyen el lehet tévedni a hegyre vezető úton. A hegyet legtöbbször felhők ölelik körül, amik a látási viszonyokat nehezítik.
Paraitepui-ból a túrázók többsége két nap alatt ér el a hegy lábához, majd egy napot szánnak a „La Rampa” nevet viselő, lépcsőszerű ösvényen való haladásra a tető felé. Északról, Guyana felől hosszabb és nehezebb az út. Emellett helikopterrel is megközelíthető a közeli venezuelai városból, Santa Elena de Uairén-ből.
A tepuit hegymászók is felkeresik, főleg a brazil és a guyanai oldal felől. 2013-ban egy osztrák dokumentumfilm (Jäger des Augenblicks - Ein Abenteuer am Mount Roraima) bemutatta Kurt Albert, Holger Heuber és Stefan Glowacz mászását, amint a guyanai oldalról közelítik meg a Roraima-hegyet. Az ilyen mászások, és az adott nemzeti parkok zárt részeire való belépés külön engedélyeket igényelnek. A brazil oldalról való hegymászás nehezebben megvalósítható, mivel a hegyet a Raposa Serra do Sol bennszülötteinek rezervátumán keresztül lehet csak megközelíteni, ahol az indiánok, a telepesek és a hatóságok között gyakran alakul ki fegyveres konfliktus.

## Kultúra

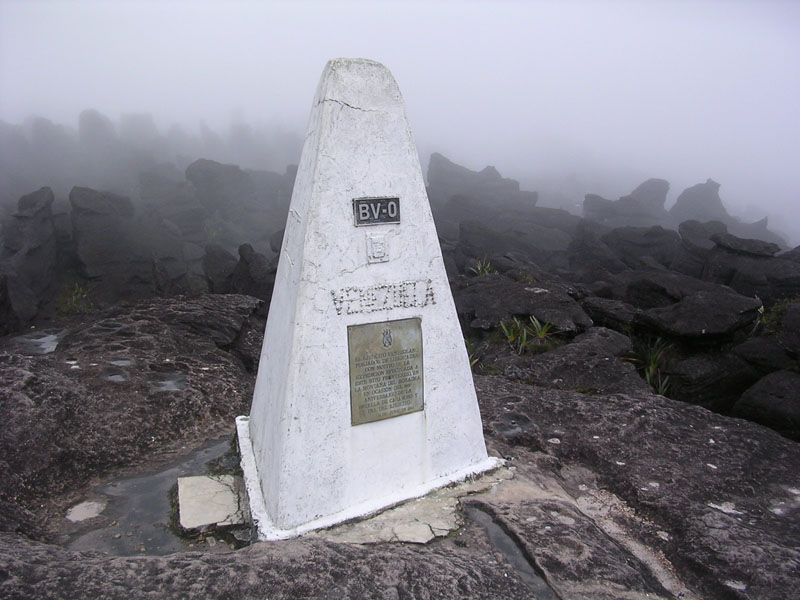
A hármashatárt jelző kő

A hegy már jóval az európai felfedezők érkezése előtt jelentős szerepet töltött be a helyi bennszülöttek életében, számos mítosz és legenda kötődik a helyhez. A Gran Sabana területén élő pemon és kapon törzsek egy kivágott hatalmas fa tönkjeként tekintettek a hegyre. Hiedelmük szerint ezen a fán termett a világ összes gyümölcse és gumós zöldsége, és amikor Makunaima, a mitikus szélhámos kivágta azt, földre zuhant, ami egy szörnyű özönvizet okozott.
1912-ben került kiadásra Arthur Conan Doyle Az elveszett világ című regénye, amely cselekményének helyszínére erősen hasonlít a Roraima vidéke, ezért sokan úgy tartják, hogy az író a táblahegy környékéről mintázta saját művének helyszíneit.
2006-ban a Roraima-hegy volt az úti célja az Animal Planet The Real Lost World című televíziós dokumentumfilmjének, melyben modern kori felfedezők (Rick West, Hazel Barton, Seth Heald, Dean Harrison és Peter Sprouse) követték a hegy első megmászóinak Im Thurnnak és Harry Perkinsnek a nyomdokait. A cím utalás Conan Doyle hasonló című regényére.
A Disney/Pixar 2009-es animációs filmjét, a Fel!-t is a Roraima-hegy (illetve a Kukenán-tepui) inspirálta. A film Blu-ray kiadásán egy rövid anyag található, melyben az alkotók felmennek a hegyre, hogy ötleteket nyerjenek az elkészítendő filmhez.

## Galéria

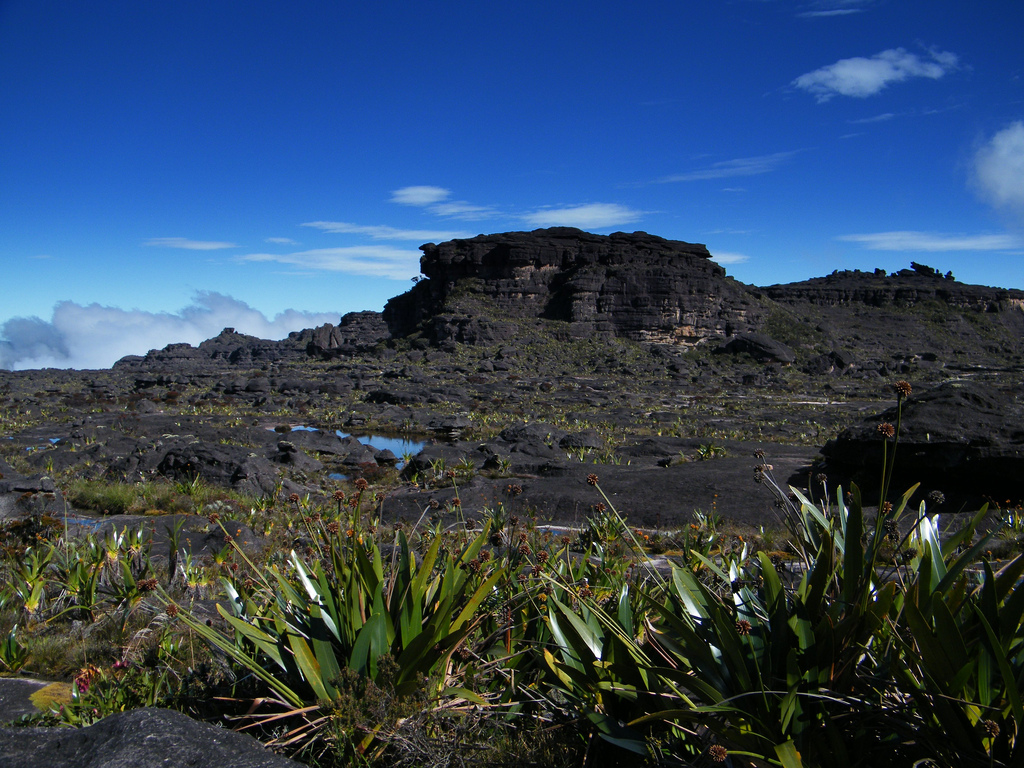
A Roraima legmagasabb pontja: a Maverick
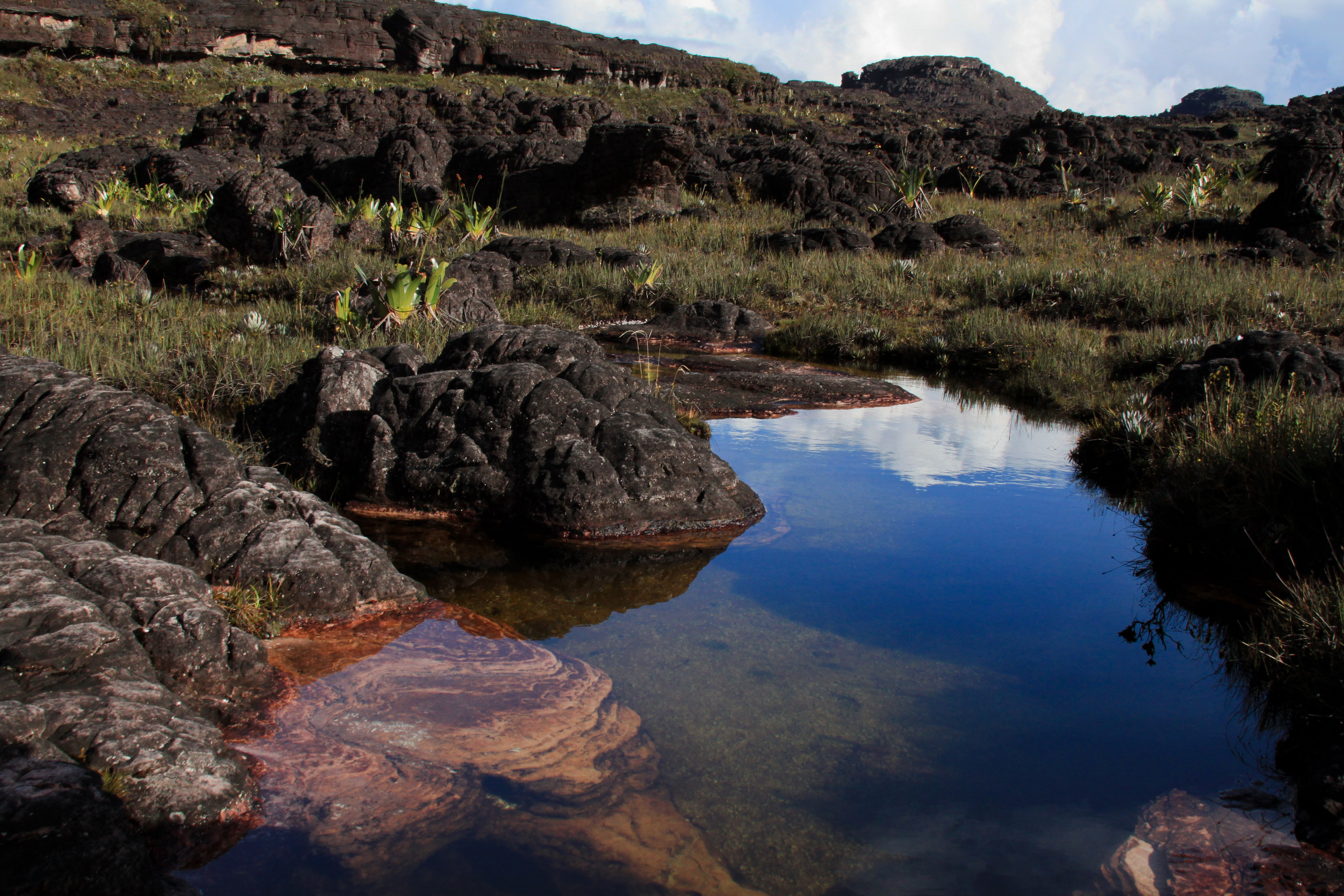
Állóvíz a hegyen
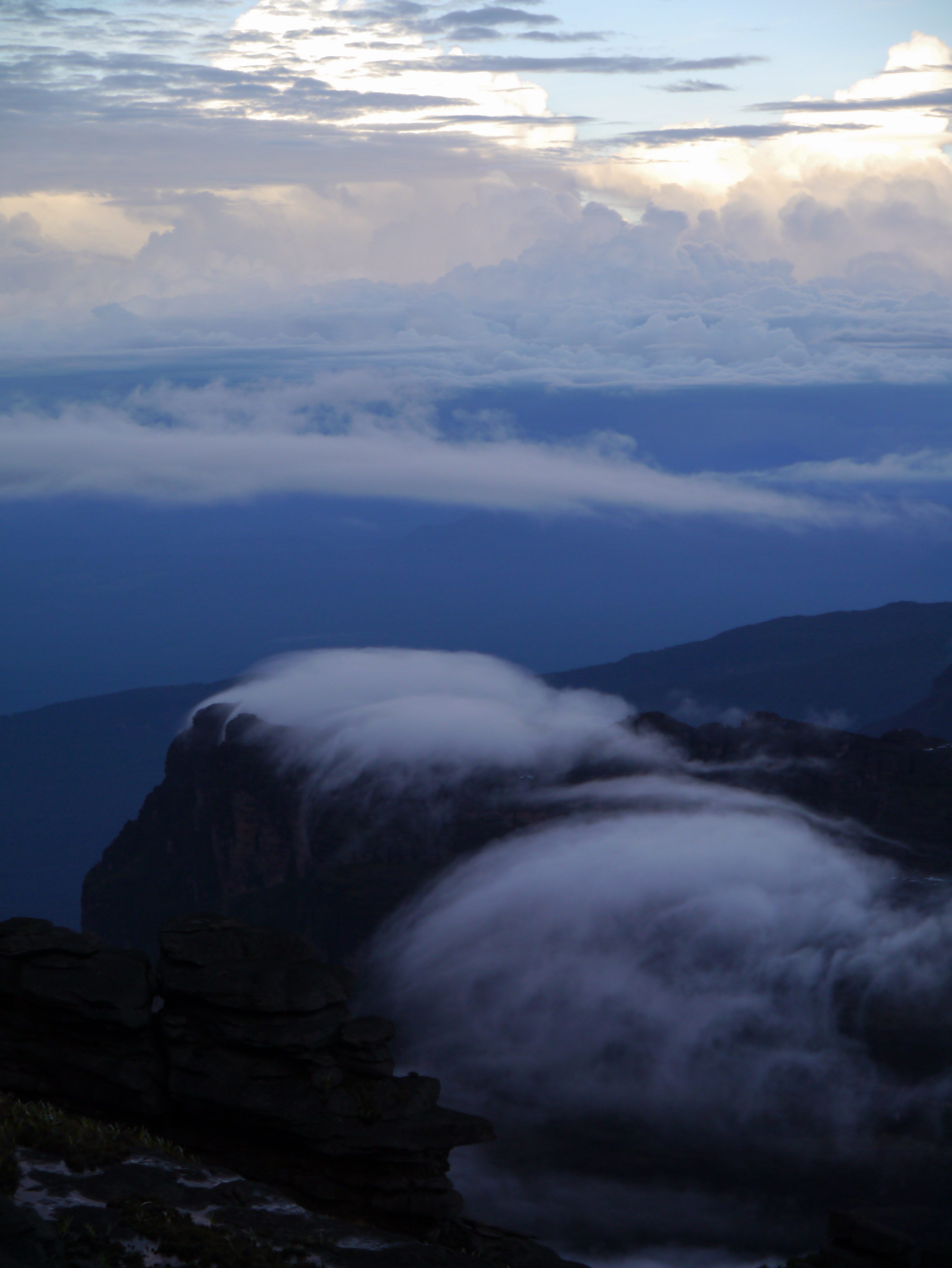
A felhők ölelésében
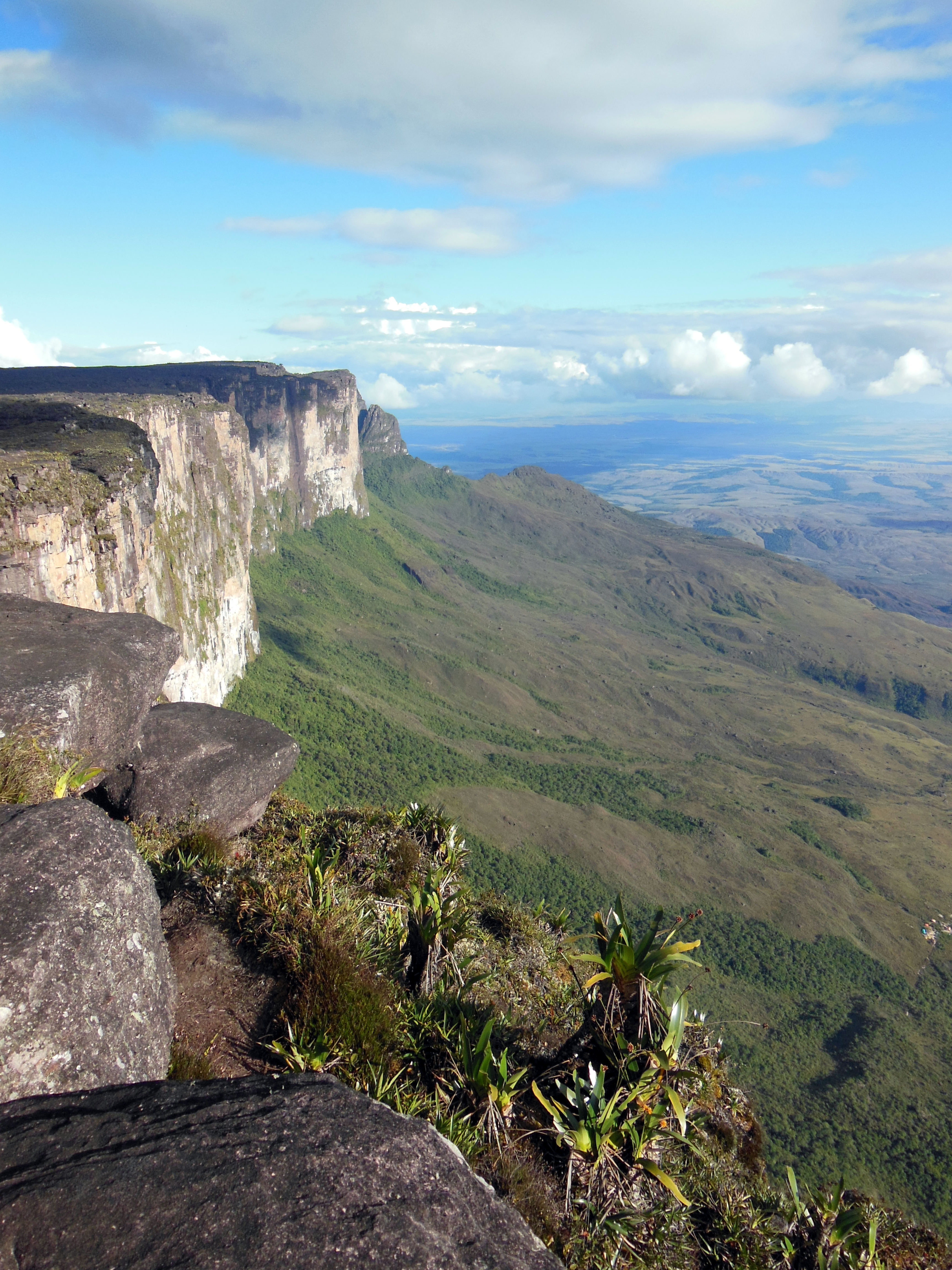
Kilátás a csúcsról
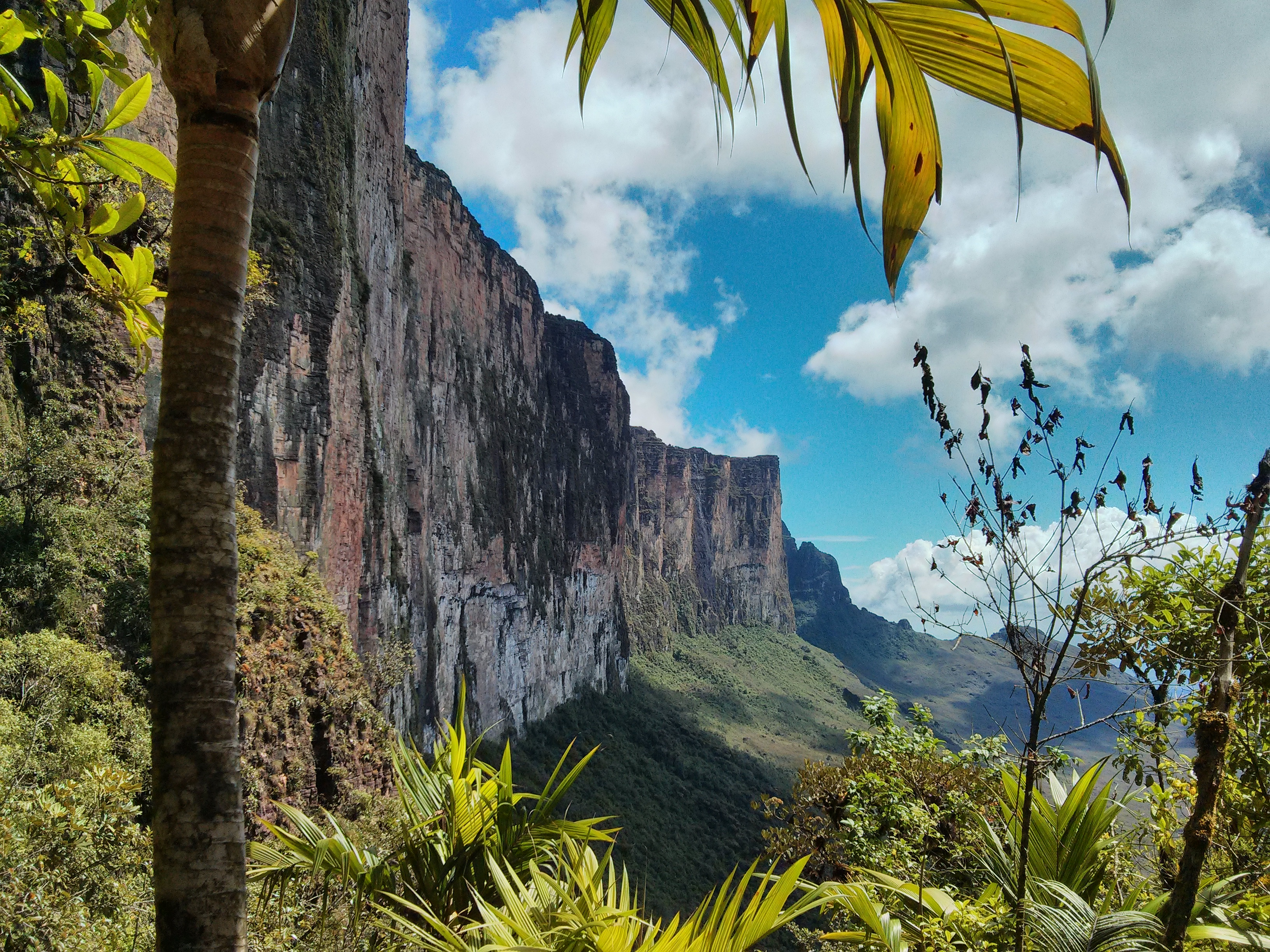
Sziklafal
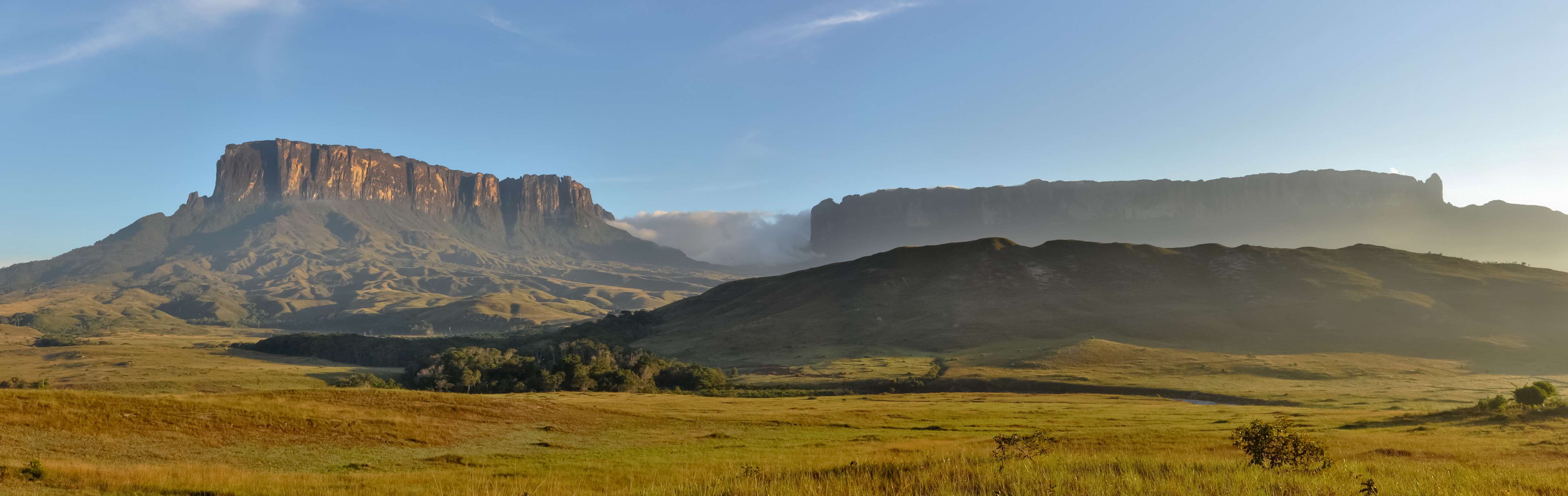
A Kukenán-tepui és a Roraima
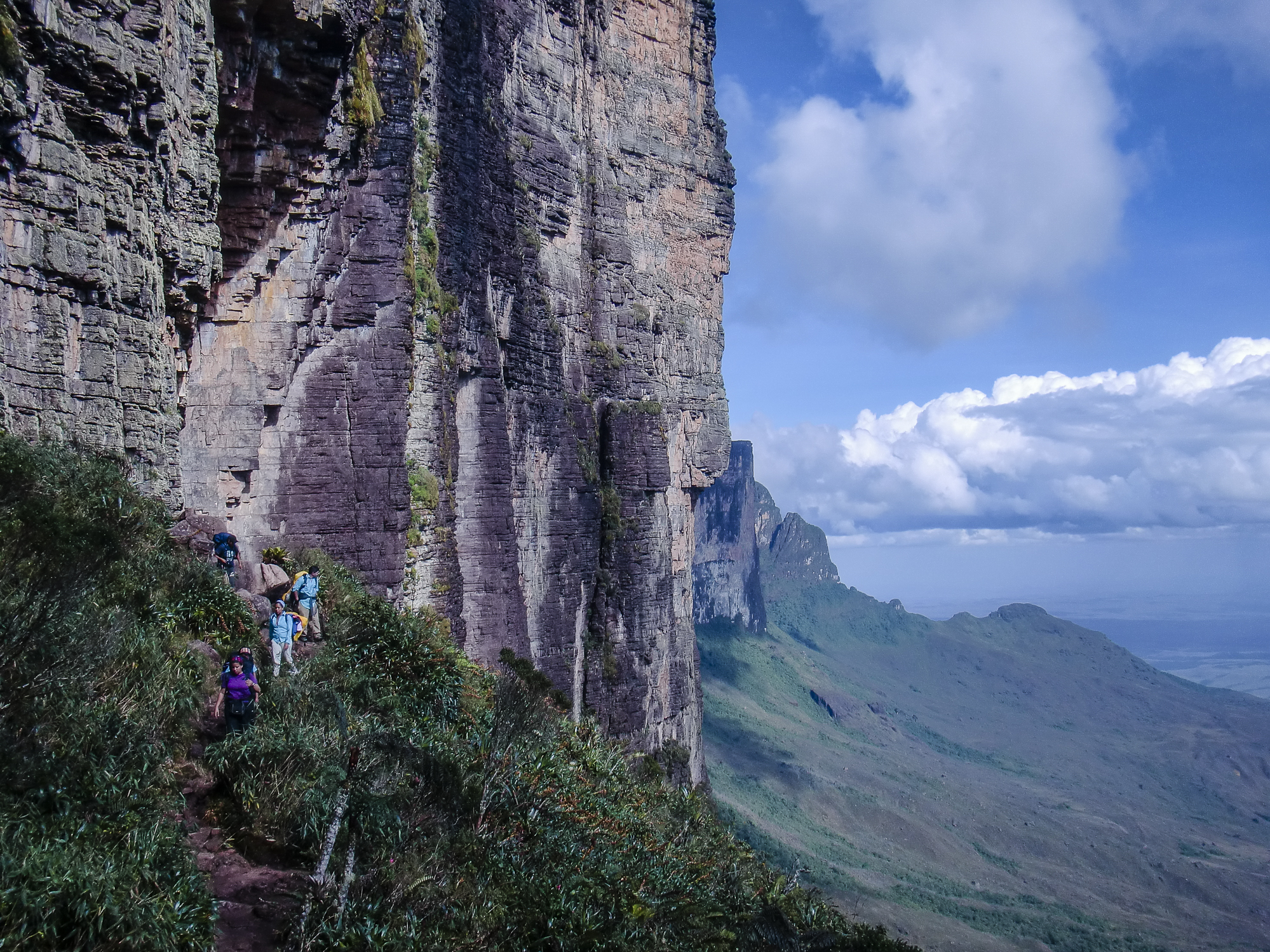
A hegyről lefele jövő túrázók
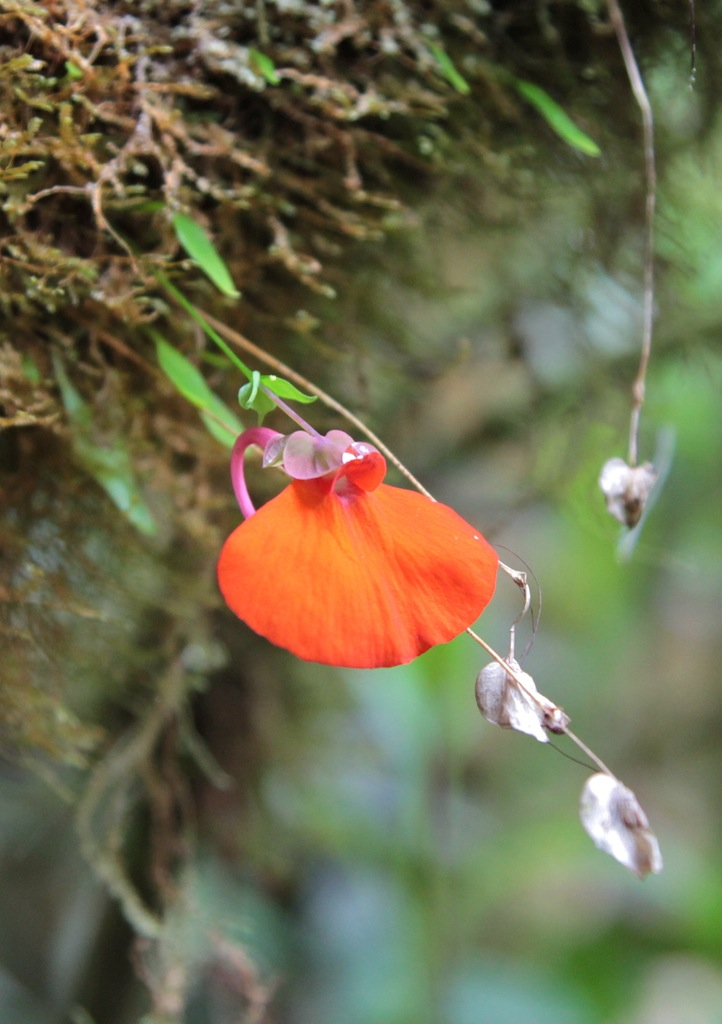
Utricularia campbelliana a Roraima-hegyen
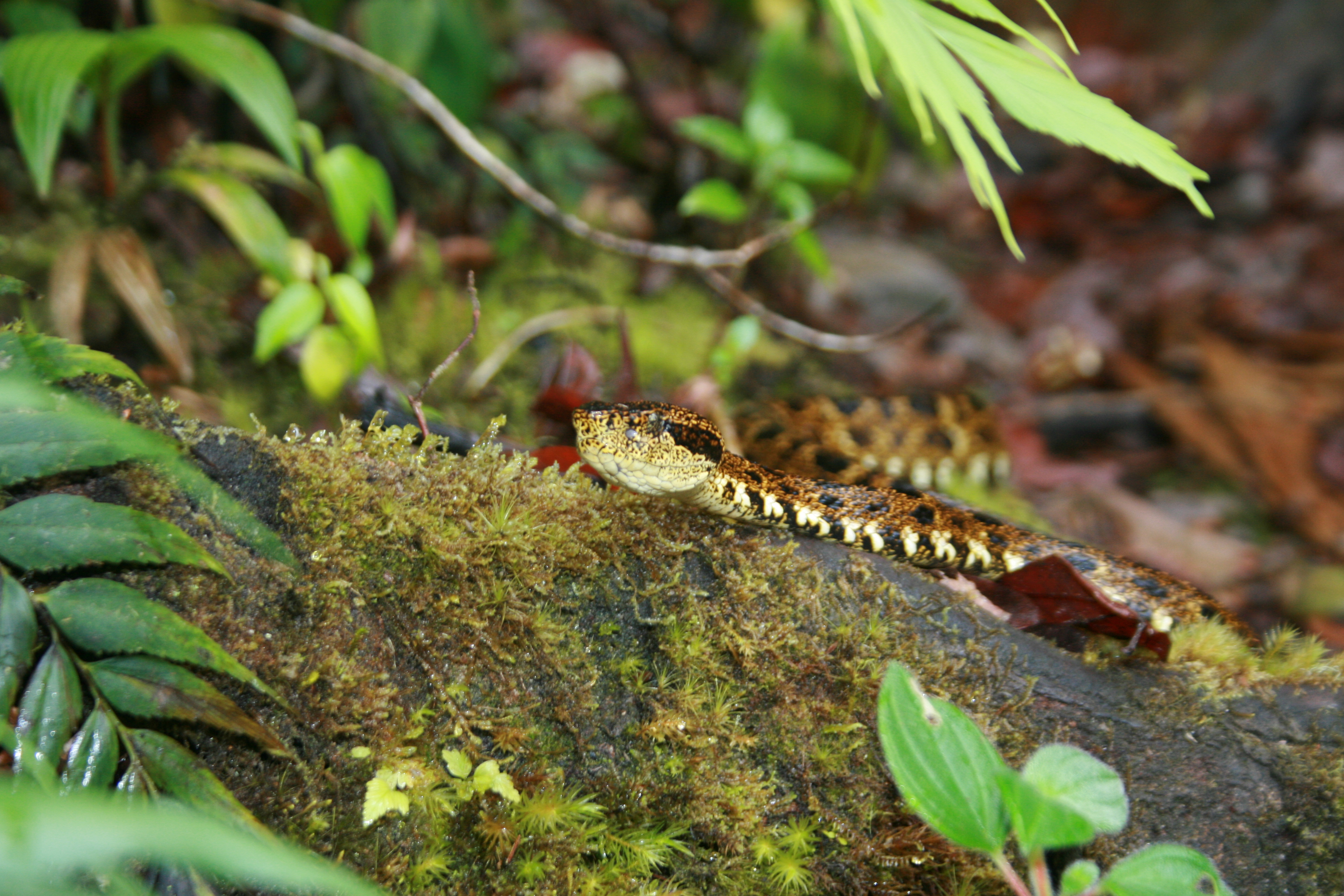
Bothriopsis taeniata
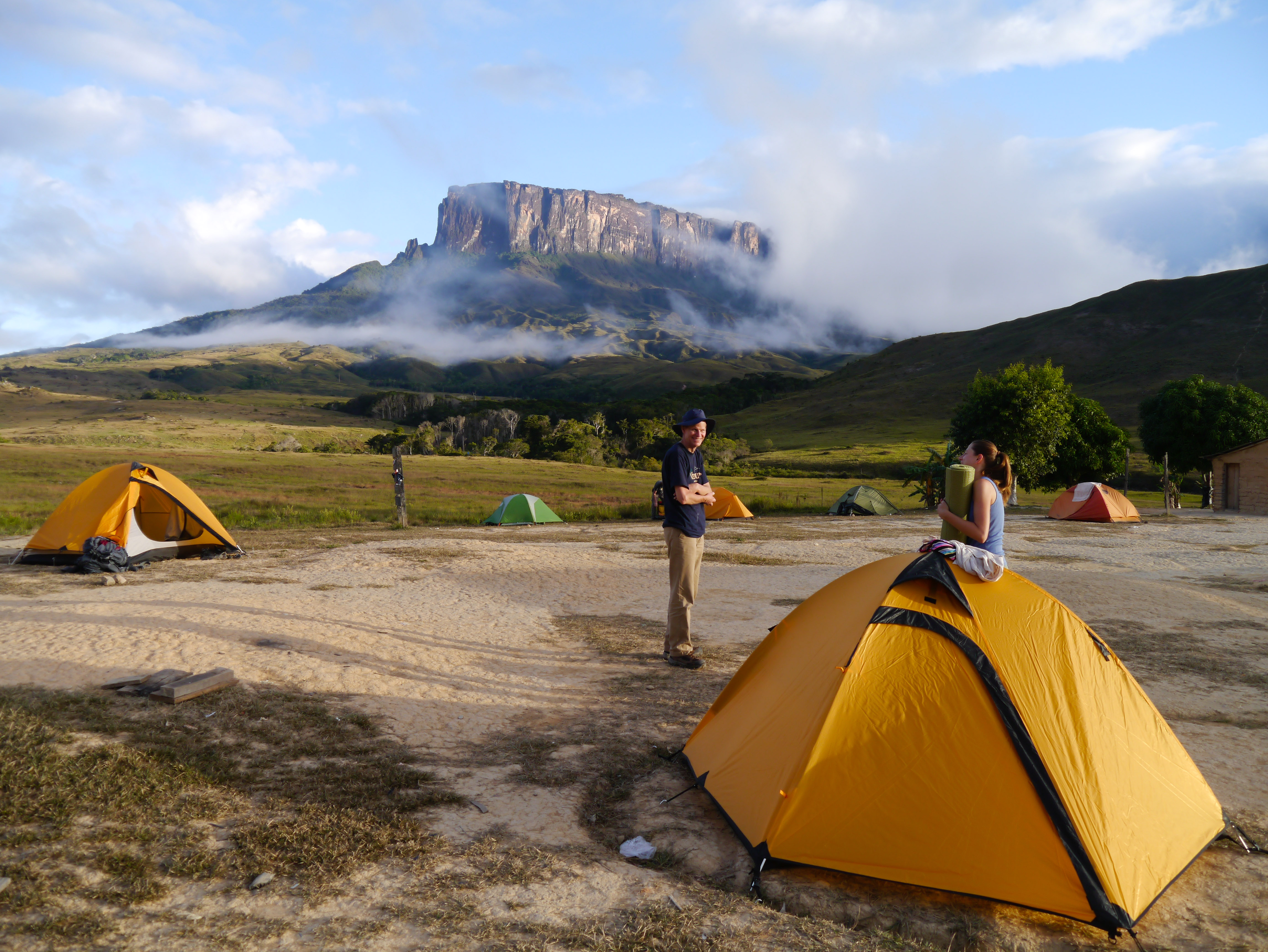
Túrázók a tepui lábánál
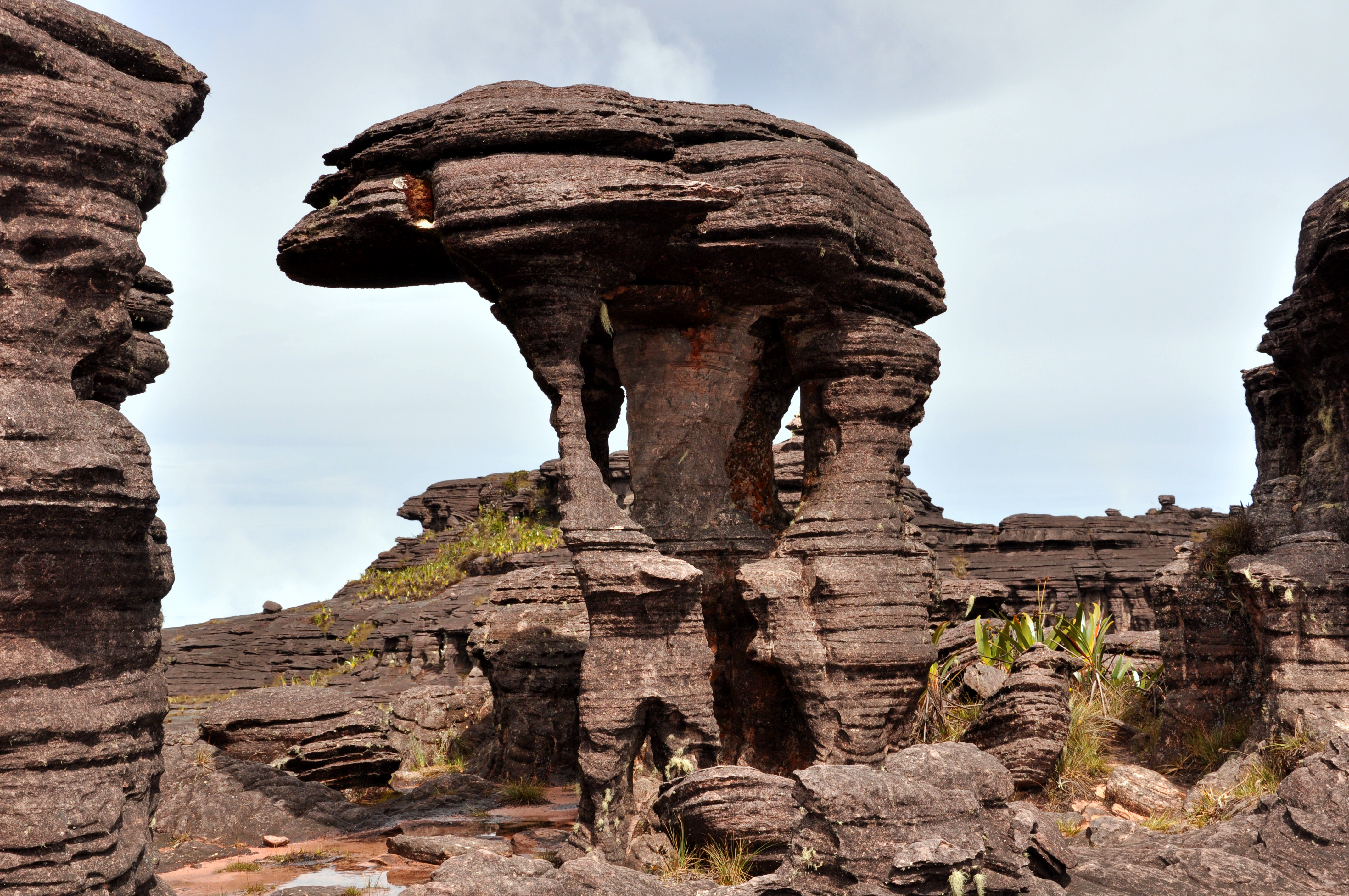
Az „Elefánt” sziklaalakzat
- Conan Doyle regényének illusztrációja